# محمد عزیزی
محمد عزیزی (زاده ۱۳۵۴ - آزادشهر) نماینده اصولگرای دوره دهم مجلس شورای اسلامی از حوزهٔ انتخابیهٔ ابهر، خرمدره و سلطانیه در استان زنجان است. وی با کسب ۲۵٬۰۰۰ از ۱۲۵٬۰۰۰ رای حوزه انتخابیه به‌عنوان نفر اول، به دور دوم انتخابات راه یافت و در دور دوم در رقابت با نماینده وقت (خانمحمدی) و با کسب ۳۷٬۶۹۳ رای از مجموع ۷۳٬۰۰۲ رای معادل ۵۱٫۶۳٪ درصد آرا در دور دوم، به مجلس راه پیدا یافت.
وی متولد پانزدهم فروردین ماه ۱۳۵۴ است و لیسانس علوم سیاسی، فوق لیسانس مدیریت شهری، دانشجوی دکترا در رشته مدیریت آموزشی در دانشگاه پیام نور را دارد. عزیزی پیش از این مدیر اطلاعات و اخبار صدا و سیمای مرکز کرمانشاه و گلستان بوده و در دوره محمود احمدی‌نژاد، به شهرداری و معاونت اجتماعی منطقه ۱۵ رفت و بعد از ریاست جمهوری محمود احمدی‌نژاد نیز به وزارت کشور رفت و مدتی فرماندار ابهر شد. در مجلس، او از پایه‌گذاران فراکسیون امامزادگان بودند.
پس از اتهام‌های وارده در مورد اخلال در بازار خودرو و پوشک، تصمیم به عدم ثبت نام در دور بعدی مجلس را گرفت و از محفل‌های عمومی ابهر و خرمدره دوری کرد.
در اردیبهشت ۱۳۹۹ وی به همراه فریدون احمدی دیگر نماینده مجلس به جرم معاونت در اخلال در نظام توزیع خودرو به ۶۱ ماه حبس تعزیری محکوم شده‌است.
خبر بازداشت وی به اتهام معاونت در اخلال در نظام توزیع نیازمندی‌های عمومی از طریق تسهیل در وقوع جرم (در ایجاد انحصار) در تاریخ ۶ خرداد ۱۳۹۹ منتشر شد.